# Đinh Thị Mai Lan
Đinh Thị Mai Lan (sinh ngày 22 tháng 2 năm 1979) là một nữ chính trị gia người Việt Nam. Bà từng là đại biểu Quốc hội Việt Nam khóa 13 nhiệm kì 2011-2016 thuộc đoàn đại biểu tỉnh Cao Bằng, Ủy viên Ủy ban Pháp luật của Quốc hội khóa 13.

## Xuất thân
Bà sinh ngày 22 tháng 2 năm 1979, người dân tộc Tày, không theo tôn giáo nào. Bà có quê quán ở xã Đức Long, huyện Thạch An, tỉnh Cao Bằng.

## Giáo dục
Bà có trình độ học vấn là Thạc sĩ Luật.
Bà có trình độ lí luận chính trị là Trung cấp lý luận chính trị.

## Sự nghiệp
Bà là  đại biểu Quốc hội Việt Nam khóa 13 nhiệm kì 2011-2016 thuộc đoàn đại biểu tỉnh Cao Bằng, đồng thời là Phó Chủ tịch Hội Văn học Nghệ thuật tỉnh Cao Bằng, Ủy viên Ủy ban Pháp luật của Quốc hội khóa 13, làm việc ở Hội Văn học Nghệ thuật tỉnh Cao Bằng, đường Hoàng Như, thành phố Cao Bằng, tỉnh Cao Bằng.